# 팔리어 대장경
팔리어 대장경 또는 팔리어 경전은 팔리어로 씌어진 불교 경전의 총칭이다.
팔리(Pali)에는 성전이라는 뜻도 있어서, 팔리라는 말 자체가 팔리 삼장(Tipiṭaka)을 의미하기도 한다. 고전적으로 팔리 문헌은 팔리, 즉 삼장과 앗타까타(aṭṭhakathā), 즉 주석서 둘로 분류하기도 했다.
팔리어는 본래 서부 인도의 평민계층에서 쓰던 속어(俗語)이다. 고타마 붓다는 상류계층의 언어인 산스크리트어(범어)가 아니라 이 평민계층의 언어인 팔리어로 설법하였다. 고타마 붓다의 입멸(入滅) 후 원시불교의 교단이 서부 인도로 확대됨에 따라 성전 기록용 언어가 되었다.
불교는 기원전 3세기경 아쇼카왕 시대에 마힌다에 의해 스리랑카에 전해졌다. 이후에 이 전통은 미얀마 · 타이 · 캄보디아 등 동남아시아의 여러 지역으로 퍼져 이른바 남방 불교를 형성하였다. 이 계통을 상좌부(上座部)라고 하며 부파 불교중에서 삼장(三藏)을 완전히 보존하고 있는 것은 팔리 삼장(三藏, tipitaka)뿐이다.
또한 삼장 이외에도 시대에 따라서 많은 강요서(綱要書) · 주석서 · 사서(史書) 등이 팔리어로 만들어졌고, 이들을 일괄하여 장외(藏外)라고 부른다.

## 구성
1. 티피타카(띠삐따까, Tipiṭaka, 삼장)
  1. 위나야 삐따까(Vinaya Piṭaka, 율장)
  2. 숫따 삐따까(Sutta Piṭaka, 경장) — 5부
  3. 아비담마 삐따까(Abhidhamma Piṭaka, 논장) — 7론
2. 앗타까타(Aṭṭhakathā, 주석서, 註)[3]
  1. 위나야 앗타까타(Vinaya-aṭṭhakathā, 율주서(律註釋))
  2. 숫따 앗타까타(Sutta-aṭṭhakathā, 경주서(經註釋))
  3. 아비담마 앗타까타(Abhidhamma-aṭṭhakathā, 논주서(論註釋))
3. 띠까(Tīkā, 주석의 주석서, 疏)
  1. 위나야 띠까(Vinaya-ṭīkā, 율소(律疏))
  2. 숫따 띠까(Sutta-ṭīkā, 경소(經疏))
  3. 아비담마 띠까(Abhidhamma-ṭīkā, 논소(論疏))
4. 기타(Anya)[4]

기타에는 디빠방사(Dīpavaṃsa, 島史), 마하방사(Mahāvaṃsa, 大史) 등의 역사서와 밀린다빵하(밀린다팡하, Milindapañhā, 미란다왕문경) 같은 장외로 분류되는 논서, 위숫디막가(Visuddhimagga, 청정도론) 등의 해설서, Abhidhanappadipika 같은 사전 등이 있다.

## 판본
팔리어 삼장은 대체적으로 구성이 통일되어있으나, 세부적으로 차이가 있다. 팔리어는 문자가 없으므로, 각 나라의 문자로 기록되었다.
현재 남아있는 판본은 대부분 기원전 3세기부터 싱할라어로 옮겨져 현재의 스리랑카에서 전승되던 것이 기원이다.

### 스리랑카 삼장
기원전 3세기경 아쇼카왕 시대에 마힌다가 전한 팔리어 삼장과 주석서가 싱할라어로 번역되어 보존되었다.
특히 주석서의 경우는 팔리어 원전이 남아있지 않아서, 현재 우리가 보는 팔리어 주석서는 서기 5세기경 부다고사와 담마빨라가 싱할라어 주석서(Siṁhala-aṭṭhakathā)를 팔리어로 재번역한 것들이다.

#### SHB판
1957년 Simon Hewavitarne Bequest(SHB)판으로 정리되었다.

#### 붓다자얀띠판
1954년 붓다 탄생 2500주년 기념 사업으로, 24명의 승려들로 구성된 특별위원회가 팔리어 경전을 싱할라어로 옮기는 작업을 하였다. 위원 중 일부는 같은 시기 진행된 제6차 결집에도 참여하였으며, 스리랑카 정부의 후원으로 진행되었다.
결과물은 《Buddhajayantītripiṭakagranthamālā》 59권으로, 1989년까지 순차적으로 출판되었다.
Sri Lankan Pāḷi Texts, Bodhgaya News 보관됨 2021-02-13 - 웨이백 머신, MettaNet Lanka 등의 웹사이트에서 볼 수 있다.

### 버마 삼장
5세기초 부다고사가 타톤에 불교를 전하면서 팔리어 삼장이 전해진 것으로 알려져있다. 그러나 실질적인 전래는
11세기초 버마를 최초로 통일한 바간 왕조의 아누라타왕이 상좌부 불교를 받아들이고, 타톤을 정복하여 팔리어 삼장과 주석서를 가져와 버마어로 번역한 것에서 기인한 것으로 본다.

#### 제5차 결집본
1868~1871년 붓다 탄생 2400주년 기념으로 만달레이에서 제5차 결집이 열렸다. 결과물은 729장의 대리석에 새겨져 탑(파고다)에 안치되었다.
1900년에 38권으로 출판하였다.

#### 제6차 결집본
1954~1956년 붓다 탄생 2500주년 기념으로 랑군(지금의 양곤)에서 열렸던 제6차 결집 결과물로 1958년 버마어로 《Chaṭṭhasaṅgīti Piṭakaṃ》 40권이 출간되었다.

### 캄보디아 삼장
3세기 부파 불교를 받아들여 크게 융성하였기도 하였으나, 13세기 태국의 침략을 받은 후 상좌부 불교만 남고 크메르어 삼장이 전해지게 되었다.
1958~1969년에 《Phratraipiṭakapāḷi(Braḥ Traipiṭakapāḷi)》 112권으로 정리되었다.

### 태국 삼장
태국의 상좌부 불교 전래 시기는 불확실하나, 1361년 아유타야 왕조의 시리스리야반살마 왕이 스리랑카에 사신을 보내 팔리어 경전을 받아들였고, 1750년 법맥이 끊길 것을 우려한 씨얌파 승려들이 스리랑카에서 법맥과 함께 팔리어 경전을 다시 수입하였다.

#### 씨암판
1. 1893년(불기 2436년) 라마 5세(쭐랄롱꼰) 즉위 25주년 기념 《Chulachomklao Pāḷi Tipiṭaka》 39권 출간
2. 1926~1928년(불기 2469~2471년) 라마 7세 후원으로 이전 39권에 빠진 6권을 더하여 《Syāmaraṭṭhassa Tepiṭakaṃ》 45권 출간. 이후 태국 삼장은 모두 45권으로 발간.
3. 1995년(불기 2538년) 《Syāmaraṭṭhassa Tepiṭakaṃ》 45권

마히돌 대학의 BUDSIR(BUDdhist Scriptures Information Retrieval) 서비스에서 볼 수 있다.

#### 마하쭐랄롱꼰판
45권. 1960~1990년(불기 2503~2533년) 작업하였다.

#### 위원회판
1987년(불기 2530년) 《Dayyaraṭṭhassa Saṅgītitepiṭakaṃ》 45권 출간.

### 로마자판

#### PTS본
1881년 리스 데이비드(Rhys Davids)가 창립한 팔리성전협회(The Pali Text Society)에서 스리랑카 삼장을 정리한 로마자본.
팔리어 경전과 불교를 서양에 알리는 선구자적 역할을 하였으며, 현재도 표준적인 자료로 사용된다.

#### World Tipitaka Project
1958년 버마어로 정리된 제6차 결집본을, 태국 승왕(僧王) 쎔뎃 프라 냐나상와라 수바다나 마하테라가 후원한 Dhamma Society Fund에서 1999~2005년에 《World Tipitaka Edition》 40권으로 로마자화 해서 재출간하였다.

### 데바나가리 문자판

#### 나란다판
제6차 결집본을 저본으로 데바나가리 문자로 표기. 1959~1961년 《Nālandā-Devanāgarī-Pāli-ganthamālāya(Nālandā Devanāgarī Pāḷi Series)》 41권으로 출판.

#### 신나란다판
1961~1975년 《Nava Nālandā Mahāvihārassa》.

#### 위빠사나 연구소
위빠사나 연구소(Vipassanā Research Institute, VRI)에서 1993~1998년 출판한 55권본. The Pali Tipitaka에서 볼 수 있다.

### 남전대장경
1935~1941년(쇼와 10~16년)에 다이쇼 신수 대장경을 편찬한 다카쿠스 준지로(일본어: 高楠順次郎)가  출간한 일본어역. 모두 65권.

## 같이 보기
- 논장
- 붓다고사
- 법구경
- 팔리성전협회

## 참고 문헌
- 이 문서에는 다음커뮤니케이션(현 카카오)에서 GFDL 또는 CC-SA 라이선스로 배포한 글로벌 세계대백과사전의 "종교·철학 > 세계의 종교 > 불 교 > 불교의 성전 > 파리어 성전" 항목을 기초로 작성된 글이 포함되어 있습니다.